# Bill Pilczuk
Bill Pilczuk Jager (14 settembre 1971) è un ex nuotatore statunitense, campione mondiale dei 50 metri stile libero ai mondiali di Perth del 1998.

## Palmarès
- Mondiali

Perth 1998: oro nei 50m sl.
- Giochi PanPacifici

Fukuoka 1997: oro nei 50m sl.
Sydney 1999: bronzo nei 50m sl.
- Giochi panamericani

Mar del Plata 1995: argento nei 50m sl.